# Émetteur de Brocken

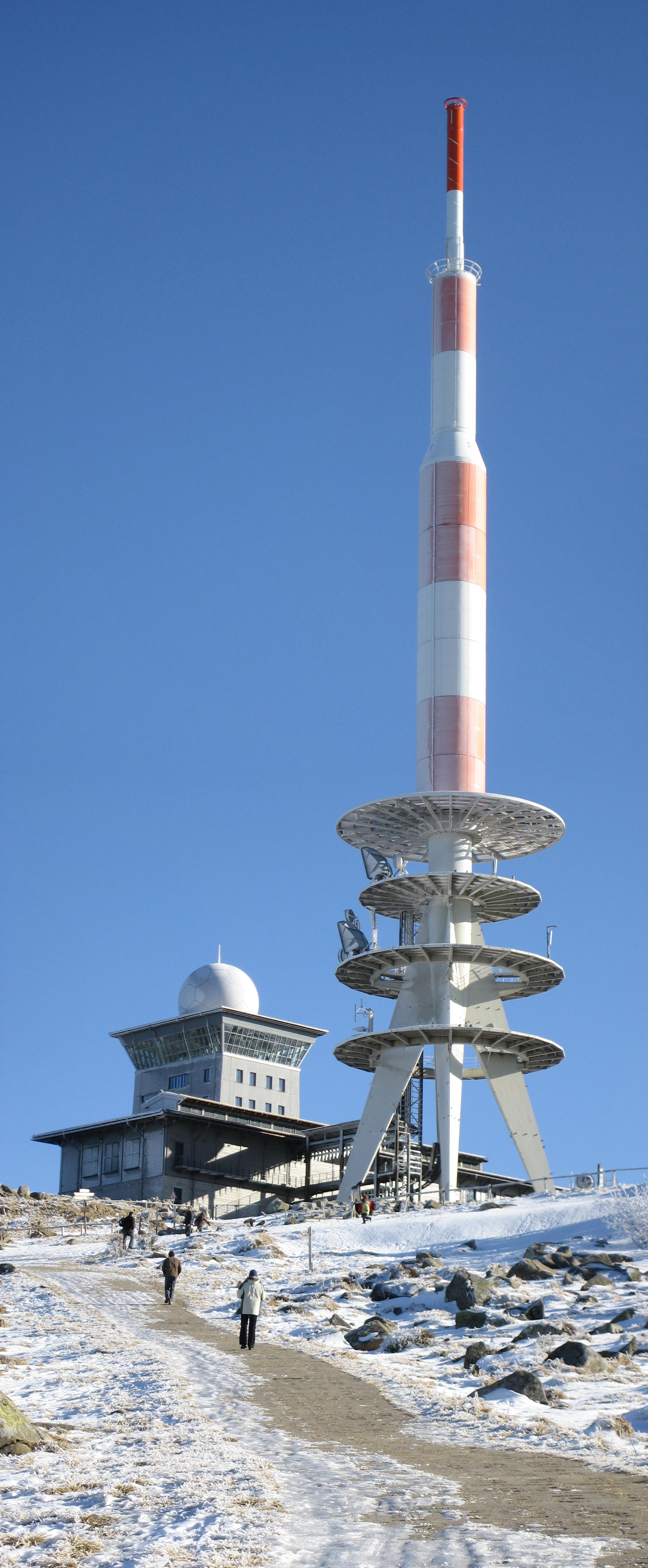
L'ancien et le nouvel émetteurs de Brocken

Sur le Brocken se trouvent plusieurs émetteurs pour la radio, la télévision, la téléphonie mobile et le faisceau hertzien.

## Histoire
Dès les années 1930, le Brocken est considéré comme un excellent endroit pour la diffusion des ondes très hautes fréquences et de la télévision. On construit une antenne en 1936 ; aujourd'hui elle est un lieu de restauration et une tour d'observation haute de 53 m alors qu'elle en mesurait initialement 95. Elle est mise en fonction en 1939 pour le nord et le centre de l'Allemagne, mais elle cesse d'émettre la télévision au début de la Seconde Guerre mondiale. Elle devient alors une station-radar. Dans les années 1990, on rajoute un radôme, avec à l'intérieur un radar pour la DFS Deutsche Flugsicherung.
La République démocratique allemande décide de maintenir l'émission pour la radio et la télévision en dépit de sa position dans la zone d'exclusion frontalière. Comme l'ancienne tour de télévision ne répond plus aux exigences fonctionnelles de croissance, on construit en 1973 une nouvelle tour haute de 123 m, en même temps qu'à Inselsberg (de), tour de la même architecture. Il s'agit d'une tour tubulaire en acier à trois pieds avec quatre plates-formes. Elle est inaccessible pour le public. En 2007, la hauteur de la tour est réduite.
Le site est la propriété de Deutsche Funkturm (de), une filiale de Deutsche Telekom.

## Zone de couverture
La position géographique exposée en Saxe-Anhalt rend l'emplacement attractif en particulier pour la transmission de la radio FM. La Rundfunk der DDR peut être reçue dans la plus grande partie de la RFA. Il couvre la moitié est de la Basse-Saxe dont Hanovre et Brunswick, le nord et l'est de la Hesse, le nord de la Bavière, l'est de la Rhénanie-du-Nord-Westphalie jusqu'à la Ruhr, Brême et partiellement Hambourg et Berlin-Ouest. En Allemagne de l'Est, l'émetteur couvre presque toute la Saxe-Anhalt, autour de Leipzig et une grande partie de la Thuringe.
L'émetteur de Brocken a en Allemagne l'une des plus grandes zones de couverture et, après Wendelstein (de) en Bavière, le plus grand émetteur d'ondes UHF et THF. En théorie, elle peut attendre 25 millions d'habitants. L'émission sous la RDA était si forte qu'on disait que, lorsqu'il y avait une couche d'inversion, il pouvait atteindre la Scandinavie.

## Émetteurs

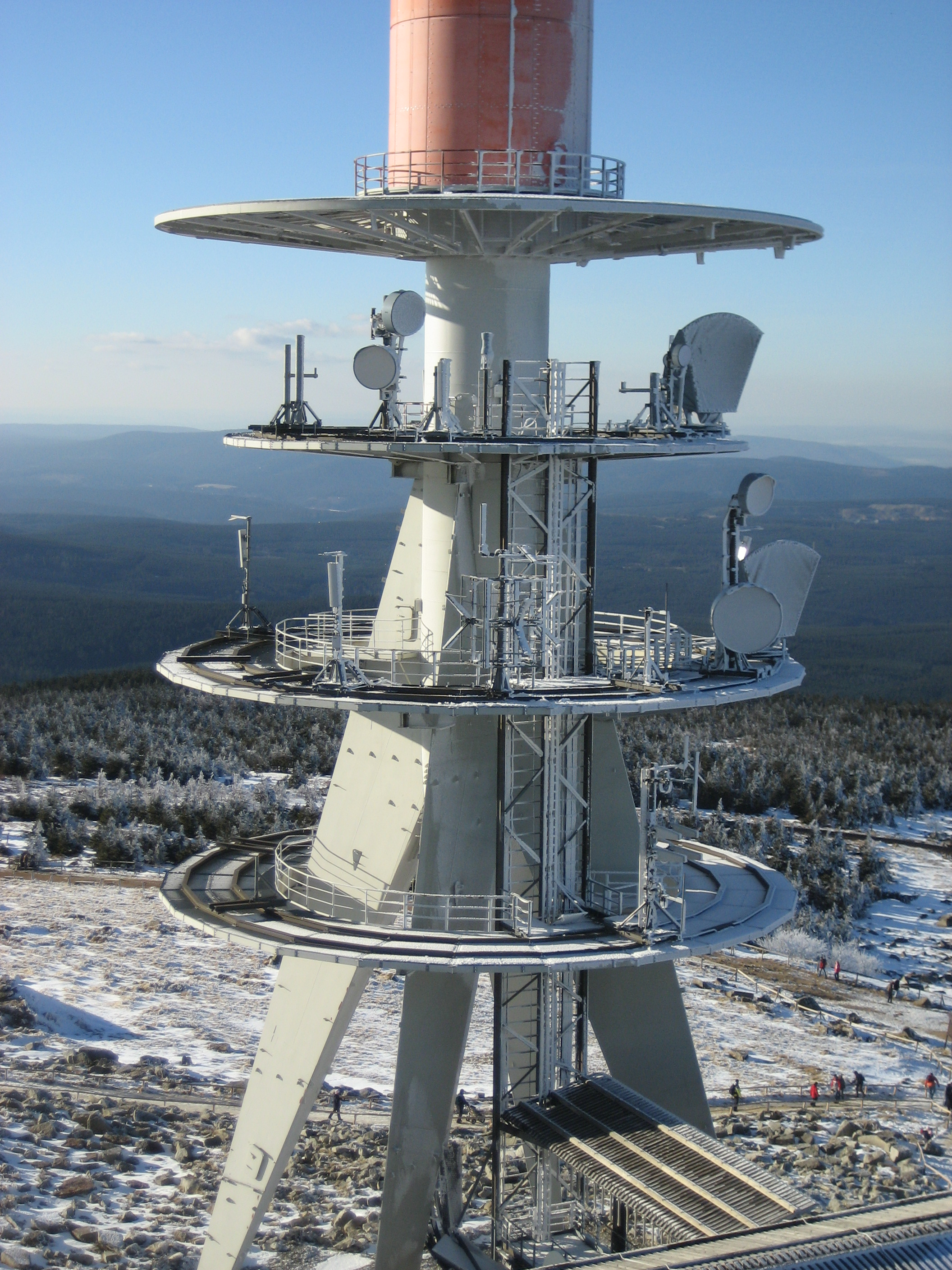
Le pied et les plates-formes du nouvel émetteur

### Radio FM
Au-delà de 89 FM, du temps de la RDA, la seule radio était DDR-1. Après la fin du régime communiste, de nouvelles radios privées apparaissent, dont Radio Brocken est la plus connue. Depuis avril 2001, émet 89.0 RTL, qui est l'une des seules radios à couvrir plusieurs Länder.
Les autres fréquences sont 94,6 (auparavant DDR-2, aujourd'hui MDR Sachsen-Anhalt), 97,4 (avant Deutschlandsender (de), maintenant Deutschlandradio Kultur), 101,4 (avant DT64, maintenant Radio SAW) et 91,5 (avant Berliner Rundfunk, maintenant MDR Jump (de)).
Bien que l'émetteur en Saxe-Anhalt émet principalement dans ce Land, des radios privées définissent leurs concepts avec les émissions sur les autres Länder.

### Télévision
L'émetteur de Brocken est un important émetteur de télévision. Durant la RDA, de grandes parties de l'ex-République fédérale pouvaient recevoir la télévision de la RDA depuis Brocken. Sans récepteur SÉCAM, seule une réception en noir en blanc était possible. La construction de la nouvelle tour permet des diffusions plus locales.
La télévision analogique terrestre est remplacée par la DVB-T le 9 octobre 2007.

### Radioamateur
Sur le Brocken, deux relais de radio amateur sont installés. Le Locator des deux stations est JO51HT.
- Relais ATV DB0HEX (RX: 1251 MHz, 2380 MHz, 10420 MHZ; TX: 1280 MHz (D-ATV), 10.180 MHz, 24.100 MHz).
- Relais FM (70 cm) DB0HSB (TX: 439,325 MHz, RX: 431,725 MHz), puissance de transmission 8 watts.

## Programmes et fréquences

### Radio analogique
| Fréquence (MHz) | Programme               | RDS PS                       | RDS PI                | Régionalisation   | PAR (kW) | Diagramme de rayonnement rond (ND)dirigé (D) | Polarisation (de) horizontale (H)/verticale (V) |
| --------------- | ----------------------- | ---------------------------- | --------------------- | ----------------- | -------- | -------------------------------------------- | ----------------------------------------------- |
| 94,6            | MDR Sachsen-Anhalt      | MDR_S-AN                     | D4D1                  | Magdeburg         | 60       | ND                                           | H                                               |
| 91,5            | MDR Jump                | MDR_JUMP                     | D3C2                  | –                 | 100      | ND                                           | H                                               |
| 107,8           | MDR Figaro              | MDR_FIGA                     | D3C3                  | –                 | 10       | ND                                           | H                                               |
| 97,4            | Deutschlandradio Kultur | DKULTUR_                     | D220                  | –                 | 100      | ND                                           | H                                               |
| 101,4           | Radio SAW               | _S_A_W__/__*S*A*W*_/*S_A_W*_ | D5D9 (regional), D3D9 | Magdeburg/Altmark | 100      | D (30°-0°)                                   | H                                               |
| 89,0            | 89.0 RTL                | 89.0_RTL                     | D0DB                  | –                 | 60       | ND                                           | H                                               |

### Diffusion audionumérique
La diffusion (DAB) se fait en polarisation verticale et simultanément avec d'autres émetteurs.
| Fréquence                       | Programme (Données) | PAR (kW) | Diagramme de rayonnement rond (ND), dirigé (D) | Polarisation (de) horizontal (H)/ vertical (V) | Réseau isofréquence (SFN)                                    |
| ------------------------------- | --- | -------- | ---------------------------------------------- | ---------------------------------------------- | ------------------------------------------------------------ |
| 12C Sachsen-Anhalt 1 (D__00013) | Fréquence DAB de Deutsch Telekom : - Deutschlandfunk (128 kbit/s) - Deutschlandradio Kultur (128 kbit/s) - DRadio Wissen (DAB+, 56 kbit/s) - Dokumente und Debatten (48 kbit/s, Mono) - MDR Jump (DAB+, 80 kbit/s) - MDR Figaro (DAB+, 80 kbit/s) - MDR Sputnik (DAB+, 80 kbit/s) - MDR Info (DAB+, 72 kbit/s) - MDR Klassik (DAB+, 96 kbit/s) - MDR Sachsen-Anhalt Reg. Halle (DAB+, 80 kbit/s) - MDR Sachsen-Anhalt Reg. Magdeburg (DAB+, 80 kbit/s) - Rockland Sachsen-Anhalt (DAB+, 88 kbit/s) - 89.0 RTL (DAB+, 72 kbit/s) - Radio SAW (DAB+, 88 kbit/s) - Radio Brocken (DAB+, 72 kbit/s) | 1        | D                                              | V                                              | Brocken, Kulpenberg (de), Naumbourg, Wendelstein (de), Zeitz |

### Télévision numérique
| Canal | Fréquence (MHz) | Multiplexage                   | Programme en multiplex                                                                                              | PAR (kW) | Diagramme de rayonnement rond (ND), dirigé (D) | Polarisation (de) horizontal (H)/ vertical (V) | Modulation         | Code correcteur | OFDM | Bitrate (MBit/s) | SFN                                      |
| ----- | --------------- | ------------------------------ | --- | -------- | ---------------------------------------------- | ---------------------------------------------- | ------------------ | --------------- | ---- | ---------------- | ---------------------------------------- |
| 29    | 538             | ARD Digital (de) (MDR)         | - Das Erste (MDR) - ARTE - Phoenix - Einsfestival                                                                   | 50       | ND                                             | V                                              | 64-QAM             | 2/3             | 1/4  | 19,91            | Brocken, Magdeburg (de)                  |
| 34    | 578             | ARD régional (MDR) Saxe-Anhalt | - MDR Fernsehen (Saxe-Anhalt) - rbb Fernsehen (Brandenbourg) - WDR Fernsehen (Cologne) - NDR Fernsehen (Basse-Saxe) | 50       | ND                                             | V                                              | 64-QAM             | 2/3             | 1/4  | 19,91            | Brocken, Magdeburg (Stadt), Dequede (de) |
| 30    | 546             | ZDFmobil (de)                  | - ZDF - 3sat - ZDFinfo - KiKA (6-21h) / ZDFneo (21-6h)                                                              | 50       | ND                                             | V                                              | 16-QAM (8-k-Modus) | 2/3             | 1/4  | 13,27            | Brocken, Magdeburg, Wittenberg (de)      |

### Télévision analogique
Jusqu'à la diffusion numérique, les programmes étaient :
| Canal | Fréquence (MHz) | Programme                      | PAR (kW) | Diagramme de rayonnement rond (ND), dirigé (D) | Polarisation (de) horizontal (H)/ vertical (V) |
| ----- | --------------- | ------------------------------ | -------- | ---------------------------------------------- | ---------------------------------------------- |
| 6     | 182,25          | Das Erste (MDR)                | 100      | ND                                             | H                                              |
| 34    | 575,25          | MDR Fernsehen (Sachsen-Anhalt) | 400      | ND                                             | H                                              |
| 49    | 695,25          | ZDF                            | 390      | ND                                             | H                                              |

### Source de la traduction
- (de) Cet article est partiellement ou en totalité issu de l’article de Wikipédia en allemand intitulé « Sendeanlagen auf dem Brocken » (voir la liste des auteurs).